# Myszkowska Fabryka Naczyń Emaliowanych „Światowit”
Myszkowska Fabryka Naczyń Emaliowanych „Światowit” SA – polski zakład przemysłowy produkujący głównie naczynia emaliowane, a także wyroby lakierowane, ocynkowane, niklowane, części rowerowe oraz sprzęt AGD, m.in. kuchnie gazowe. Jest producentem pralki wirnikowej „Frania”.

## Historia
Firma została założona w 1899 roku jako fabryka bawełny, lecz już w 1905 roku zmieniła zupełnie swój profil działalności i zaczęła specjalizować się w produkcji naczyń emaliowanych. Pod nazwą Światowit fabryka zaczęła działać w 1922 roku.
W 1991 roku firma Światowit stała się spółką Skarbu Państwa i w związku z prywatyzacją weszła w skład w Narodowego Funduszu Inwestycyjnego Progress SA, który nabył 33% pakiet akcji i go sprzedał w 2003 roku.